# Zabdin
Zabdin (arab. زبدين) – miejscowość w Syrii, w muhafazie Damaszek. W 2004 roku liczyła 7003 mieszkańców.